# Boliden
Boliden AB ist ein großes schwedisches Bergbauunternehmen mit Hauptsitz in Upplands Väsby. In mehreren Bergwerken werden unter anderem Gold, Silber, Kupfer, Blei und Zink abgebaut. Die gewonnenen Erze werden in Kupfer- und Zinkhütten verhüttet. Boliden AB erzielte im Geschäftsjahr 2022 einen Umsatz von etwa 7,5 Milliarden Euro (86,4 Mrd. SEK) und beschäftigte 6.226 Angestellte.

## Geschichte
1924 wurde in der Nähe von Skellefteå eine Kupfer, Silber und Gold enthaltende Lagerstätte entdeckt. Für den Abbau dieser Lagerstätte wurden 1925 die zwei Unternehmen Skellefteå Gruv AB und Västerbottens Gruv AB gegründet und der Ort Boliden, Norsjö sowie eine Bahnverbindung von Boliden zum Hafen von Skelleftehamn gebaut. 1926 wurde das erste Erz gefördert und nach Deutschland in eine Kupferhütte transportiert. Da das Erz sehr arsenhaltig und deshalb schwierig zu verhütten war, wurde in der Nähe eine eigene Hütte errichtet.
1929 erwarb Ivar Kreuger die Aktienmehrheit in den Unternehmen, die 1931 zur Bolidens Gruv AB fusionierten. Vier Monate vor seinem Konkurs und Selbstmord in Paris trat er aber die Aktien an die Skandinaviska Banken ab, in deren Besitz das Unternehmen bis 1952 verblieb.
Während und kurz nach dem Zweiten Weltkrieg wurden weitere Funde erschlossen (Laisvall, Kristineberg, Adak, Åkulla u. a. m.). 1955 wurden eine Anzahl von Bergwerken in Mittelschweden erworben, u. a. Garpenberg und Saxberget.
1963 kaufte Boliden Reymersholms Gamla Industri AB und begab sich damit in den Chemiesektor (Boliden Kemi wurde 1989 verkauft).
1966 änderte das Unternehmen seinen Namen zu Boliden AB. 1967 wurde die Bolidengrube, mit der alles begann, stillgelegt. 1968 startete der Betrieb in Aitik eine der größten Kupfergruben Europas.
1970 leitete man eine Zusammenarbeit mit der deutschen Preussag ein, an der man 50 % erwarb.
In den 1980er und 1990er Jahren expandierte Boliden international, so etwa 1988 nach Nordamerika, als man für fast 98 Mio. US-Dollar Stephens-Adamson von Allis-Chalmers erwarb. Ferner wurden Gruben und Beteiligungen in Saudi-Arabien, Kanada, Chile, Spanien erworben und wieder verkauft. Verarbeitungsanlagen wurden modernisiert und ausgebaut. Heute hat Boliden drei Geschäftsbereiche.

## Kontroversen
Im April 1998 kam es in der Zink- und Bleimine Los Frailes der Boliden-Tochter Boliden-Apirsa zu einem Unglück: Der Damm eines Absetzbeckens mit schwermetallhaltigem und giftigem Abwasser und Schlamm brach. Der Schlamm bedeckte 4.000 Hektar Ackerland und bedrohte den Nationalpark Coto de Doñana, ein UNESCO-Welterbe.
Als sich bis in die 1980er Jahre in der Rönnskär-Fabrik 20.000 Tonnen schwermetallhaltiger Abfälle aus Arsen, Quecksilber, Kadmium und Blei angesammelt hatte, wurde dieser nach Chile exportiert. Die in der Hafenstadt Arica ansässige Firma Promel wollte diese aufbereiten, ging jedoch Bankrott. Der Giftmüll wurde auf einer offenen Halde gelagert. Ende der 1990er Jahre kam es bei immer mehr Kindern zu Atemwegserkrankungen, Skelettschädigungen, Lähmungen und Schäden am Zentralnervensystem. Ebenso stieg die Zahl der Fehlgeburten, Missbildungen und Krebskrankheiten. Seit Oktober 2017 steht Boliden im nordschwedischen Skellefteå vor Gericht. 796 chilenische Kläger fordern eine Entschädigung für Krankheiten, Behinderungen und chronische Schmerzen. Es geht um die Summe von je 12.500 Euro, knapp 10 Millionen Euro insgesamt. 2018 wurden Boliden jedoch freigesprochen. Ein Antrag auf Berufung beim Obersten Gerichtshof Schwedens wurde mit der Begründung abgelehnt, dass zu viel Zeit vergangen sei, seit Boliden die Abfälle im Jahr 1984 fahrlässig exportiert habe. Letztendlich mussten die Kläger sogar die Anwaltskosten des Unternehmens in Höhe von rund 3,2 Millionen Euro tragen.

## Geschäftsbereiche
Boliden hat drei Geschäftsbereiche
- Bergwerke in Aitik/Schweden (Kupfer, Nebenprodukte Gold und Silber), im Skelleftefeld/Schweden (vier Bergwerke: Zink, Kupfer, Gold und Blei), in Garpenberg/Schweden (zwei Bergwerke Zink und Silber, Nebenprodukte sind Blei, Kupfer und Gold) und Tara/Irland (Zink und Blei).
- Zinkschmelzwerke in Kokkola/Finnland und Odda/Norwegen und Handel mit Zink und Nebenprodukten
- Kupfer- und Bleischmelzwerke in Rönnskär/Schweden, Harjavalta/Finnland und Landskrona/Schweden sowie Handel mit Kupfer und Nebenprodukten

## Belege
1. 1 2
2. ↑   https://www.boliden.com/investor-relations/reports-and-presentations/annual-reports
3. ↑  A-C selling business. The Milwaukee Sentinel, 26. April 1988, ehemals im Original (nicht mehr online verfügbar); abgerufen am 28. Dezember 2012 (englisch). (Seite nicht mehr abrufbar. Suche in Webarchiven)
4. ↑  Reinhard Wolff: Musterprozess zu Umweltvergiftung: Spielen auf den Giftmüllbergen. In: taz.de. 17. Oktober 2017, abgerufen am 30. Januar 2024.
5. ↑  Swedish Boliden innocent in Chile toxic waste dump case — court. In: MINING.COM. 8. März 2018, abgerufen am 1. März 2024 (amerikanisches Englisch).
6. ↑  Giftmüll-Exporte aus Schweden belasten chilenische Gemeinde – DW – 04.12.2019. Abgerufen am 1. März 2024.